# Титмонинг
Титмонинг (њем. Tittmoning) град је у њемачкој савезној држави Баварска. Једно је од 35 општинских средишта округа Траунштајн. Према процјени из 2010. у граду је живјело 6.073 становника. Посједује регионалну шифру (AGS) 9189152.

## Географски и демографски подаци
Титмонинг се налази у савезној држави Баварска у округу Траунштајн. Град се налази на надморској висини од 388 метара. Површина општине износи 72,0 km². У самом граду је, према процјени из 2010. године, живјело 6.073 становника. Просјечна густина становништва износи 84 становника/km².